# Rafel Adrover Bennàsar
Rafel Adrover Bennàsar, nascut Antoni, (1911, es Carritxó, Felanitx, Mallorca - 2007, Palma, Mallorca) fou un religiós mallorquí de l'Institut dels Germans de les Escoles Cristianes i paleontòleg.
N'Antoni Adrover era fill de família nombrosa, inicià els seus estudis que el conduïren a fer-se Germà de La Salle a l'escola del Pont d'Inca, i els acabà l'any 1927, quan encara només tenia setze anys. Aquest any finalitza el noviciat i passà a anomenar-se Rafel. Ja en aquests moments començà a donar classe d'ensenyament elemental. Durant 1932-33 realitzà el servei militar, i impartí classes al seu quarter, a la vegada que feia classes a La Salle. Durant els anys quaranta es preparà i obtingué el títol de Magisteri. Durant la Guerra Civil fou mobilitzat, però al mateix temps inicià classes de piano i violí. L'any 1953 fou traslladat a Barcelona, el 1957 a Paterna, País Valencià, i després a Terol, amb l'objectiu de millorar problemes de salut. A Terol s'interessà per la paleontologia, i en especial pels micromamífers, ratolins i insectívors fòssils. Així es convertí en un pioner en la recerca sobre l'evolució d'aquests animalons. A més, per poder recol·lectar amb eficiència aquests petits fòssils (bàsicament dents), inventà un divers conjunt d'andròmines per sedassar sediments, veritablement notoris. Alguns dels seus invents se segueixen utilitzant avui dia. L'any 1965 retornà a Mallorca i s'interessà per la fauna amb Myotragus balearicus i publicà onze articles al Bolletí de la Societat d'Història Natural de les Balears (SHNB), sobre la fauna vertebrada fòssil del Plistocè de Mallorca. Havia establert relacions professionals en el camp de la paleontologia amb dos investigadors de la Universitat Claude-Bernard de Lió (França) i a principis dels anys setanta realitzà visites a Lió, normalment estivals, que li varen permetre ampliar i aprofundir els seus coneixements sobre rosegadors fòssils. Aquestes estades i l'ajut dels investigadors locals Pierre Mein i Margueritte Hugueney, el varen esperonejar per iniciar la redacció de la seva tesi doctoral. Gràcies al fet que La Salle el destinà a Lió l'any 1976 pogué completar i llegir el 1986 la seva tesi doctoral a Lió, que fou publicada l'any 1987 per l'Instituto de Estudios Turolenses. Aquesta tesi és avui dia una obra de referència de la paleontologia de micromamífers de la regió de Terol. El 2003, amb Hugueney, presentà el descobriment del Tetracus daamsi, una nova espècie d'Erinaceidae (Galericinae) de l'Oligocè inferior de Peguera, Mallorca.